# Ашкенази, Гога
Го́га Ашкена́зи (имя при рождении — Гауха́р Ерки́новна Беркали́ева (каз. Гауһар Еркінқызы Берқалиева, англ. Gaukhar Yerkinovna Berkalieva); род. 1 февраля 1980, Джамбул) — казахско-российская предпринимательница и светская львица. Основатель и главный исполнительный директор MunaiGaz Engineering Group, нефтяного и газового конгломерата Казахстана. С 2012 года — глава дома моды Vionnet в Милане, руководила его креативным направлением.

## Молодость и образование
Родилась 1 февраля 1980 года в Джамбуле (с 1997 года — Тараз), Жамбылская область, Казахская ССР.
Отец — Еркин Зейнуллаевич Беркалиев (род. 1946), по специальности инженер-гидротехник, бывший советский партийный работник областного уровня. Гражданин Казахстана.
Мать — Сауле Жилкибаевна Беркалиева (в девичестве — Аралбаева) (род. 1948), по специальности инженер по медицинскому оборудованию. Гражданка России.
Сестра — Меруерт Еркиновна Беркалиева (род. 1969), окончила МГИМО.
В начале 1980-х годов семья Беркалиевых переехала из Казахстана в Москву, при Михаиле Горбачёве Еркин Беркалиев стал членом ЦК КПСС. После распада СССР Еркин Беркалиев вернулся в Казахстан, а его жена с двумя дочерьми осталась в Москве. 12-летняя Гога была отправлена матерью на учёбу в школу-интернат в Англию. Она училась в школе Баксвуд в Акфилде (графство Восточный Сассекс), школе Стоу в деревне Стоу (графство Бакингемшир) и школе Рагби в городе Рагби (графство Уорикшир). Затем она изучала современную историю и экономику в Сомервиль-колледже в Оксфорде.

## Карьера
После получения образования Гаухар работала в инвестиционно-банковских фирмах, в том числе Merrill Lynch и Morgan Stanley в Лондоне и ABN AMRO в Гонконге.
В 2003 году Гаухар вместе со старшей сестрой Меруерт основала «МунайГаз Инжиниринг Групп». Компания осуществляет весь комплекс работ, связанных с проектированием, комплектацией, выполнением строительно-монтажных и пусконаладочных работ систем автоматики и телемеханики, систем промышленной безопасности и информационных систем для компаний нефтегазовой, нефтехимической, энергетической и металлургической отраслей.
В 2012 года Гога Ашкенази приобрела контрольный пакет миланского дома моды Vionnet. Она сообщала, что провела год в Италии, где изучала искусство, дизайн, моду и итальянский язык. Ашкенази также входит в совет правления Ivanhoe Mining Group.

## Личная жизнь
В возрасте 23 лет она познакомилась и вышла замуж за американского отельера еврейского происхождения Стефана Ашкенази, сына Северина Ашкенази, основателя L’Ermitage Hotel Group. В 2007 году супруги развелись, но Гога сохранила фамилию «Ашкенази».
. У Гоги есть два сына: Адам, родившийся в 2007 году и Алан, родившийся в 2012 году. Она курсирует между Миланом, где руководит компанией Vionnet, и Лондоном, где живут её дети.
Гога Ашкенази и принц Эндрю, герцог Йоркский, являются близкими друзьями.